# 义卜寨站
义卜寨站位于河北省秦皇岛市抚宁区深河乡滇池路，是津山铁路的一个铁路车站，建于1982年，1984年6月开通运营。距南仓站271公里，距山海关站32公里，现为四等站，由北京铁路局秦皇岛车务段管辖，邮政编码为066303。客运：办理旅客乘降；不办理行李、包裹托运。货运：办理整车、零担货物发到。目前仅有一对玉田县至柳村北的57035/6次路用列车。